# Papaipema cerussata
Papaipema cerussata é uma mariposa da família Noctuidae. Pode ser encontrada no leste da América do Norte, onde foi vista na Geórgia, Illinois, Indiana, Kentucky, Maine, Maryland, Michigan, Nova Jérsia, Nova Iorque, Carolina do Norte, Ohio, Pensilvânia, Carolina do Sul, Tennessee, Virgínia e Virgínia Ocidental.